# 로망스 돌
《로망스 돌》(일본어: ロマンスドール, 영어: Romance Doll)는 2022년에 개봉한 일본의 로맨스, 드라마 영화이다. 타나다 유키가 감독과 각본을 맡았다. 일본은 2020년 1월 24일에 대한민국은 2022년 4월 1일에 개봉되었다.

## 출연진

### 주연
- 타카하시 잇세이 - 키타무라 테츠오 역
- 아오이 유우 - 키타무라 소노코 역

### 조연
- 하마노 켄타 - 모로즈미 역
- 미우라 토우코 - 히로코 역
- 오오쿠라 코지 - 하라다 역
- 피에르 타키 - 쿠보타 카오루 역
- 와타나베 에리 - 타시로 마리아 역

## 기타
- 이 영화와 같은 해인 2020년에 개봉한 스파이의 아내에서 타카하시 잇세이와 아오이 유우는 역시 부부로 출연한다. 같은 해에 부부로만 두번 출연한 셈.